# Portell de Morella
Portell de Morella – gmina w Hiszpanii, w prowincji Castellón, we wspólnocie autonomicznej Walencja, o powierzchni 49,4 km². W 2011 roku liczyła 234 mieszkańców.